# Стамен Думчев
Стамен Думчев е български духовник и общественик, деец за църковна независимост от средата на XIX век от Македония.

## Биография
Роден е около 1800 година в родолюбиво семейство в гевгелийското село Мачуково, тогава в Османската империя, днес Евзони, Гърция. Преселва се в Дойран, където е ръкоположен за свещеник. Служи на черковнославянски, заради което е мразен от гръцките владици, на които често се противопоставя. Участва в църковните борби и е заточен за шест месеца като противник на гръцкия митрополит Милетий.
Умира в 1874 година.
Негов син е видният български просветен деец Георги Стаменов.